# Chrášťany (stacja kolejowa)
Chrášťany – stacja kolejowa w miejscowości Chrášťany, w kraju środkowoczeskim, w Czechach. Znajduje się na wysokości 385 m n.p.m.
Na stacji nie ma możliwości zakupu biletów, a obsługa podróżnych odbywa się w pociągu. 

## Linie kolejowe
- 126 Most - Louny - Rakovník